# Dusona fulvicornis
Dusona fulvicornis är en stekelart som först beskrevs av Cameron 1906.  Dusona fulvicornis ingår i släktet Dusona och familjen brokparasitsteklar. Inga underarter finns listade i Catalogue of Life.